# Eberhard Kolb
Eberhard Kolb (né le 8 août 1933 à Stuttgart) est professeur émérite d'histoire à l'université de Cologne.

## Biographie
Eberhard Kolb obtient son doctorat en 1960 à l'université de Göttingen, sa thèse porte sur les conseils ouvriers dans la politique intérieure allemande.
Il reçoit son habilitation en 1969 à Göttingen. Un an plus tard il devient professeur d'histoire moderne à l'université de Wurtzbourg. De 1973 à 1974 il est directeur de la faculté de philosophie I (comprenant les départements d'Histoire, de Géographie, de philologie et de culture). Puis de 1974 à 1976 il est membre du conseil d'administration de l'université. De 1976 à 1977, il devient directeur de la faculté de philosophie II (comprenant les départements de psychologie, de philosophie, de sociologie et d'enseignement), tout en restant actif dans plusieurs commissions administrative.
De 1979 à la fin de sa carrière en 1998, il enseigne en tant que professeur d'histoire moderne et moyenâgeuse à l'université de Cologne. En 1981, il est professeur invité à l'université hébraïque de Jérusalem. De 1984 à 1985, il reçoit des crédits du collège des historiens de Munich. Parmi ses activités de membre dans différents conseils, on retiendra : de 1980 à 1986 il est membre de la Deutschen Historikerverbande et de 1988 à 1997 son rôle de conseiller de la Fondation allemande pour la recherche (en histoire moderne).
En 1992 il reçoit la croix du mérite de Basse-Saxe. En février 2004, il reçoit la croix d'officier de l'ordre du Mérite de la République fédérale d'Allemagne.

## Recherches

### Camps de concentration de Bergen-Belsen
Le camp de concentration de Bergen-Belsen a une part importante dans le travail de Kolb. Au début des années 1960, il est chargé par le gouvernement de Basse-Saxe de travailler sur l'Histoire du camp. Ses résultats sont publiés en 1962 sous le titre Bergen-Belsen, qui connaitra par la suite 6 éditions successives. En 1966, il conçoit la Dokumentenhaus (maison des documents) qui est édifiée sur le site du mémorial. Dans les années 1980, il joue un rôle majeur dans le réaménagement du mémorial. En 1990, il y inaugure la nouvelle exposition.

### République de Weimar
Heinrich August Winkler décrit son collègue comme l'un des meilleurs spécialistes de l'Histoire de la République de Weimar. Kolb rédige Die Weimarer Republik, qui en plus de décrire son histoire, éclaire aussi les axes de recherche historique actuelle et les problèmes qu'elle rencontre sur le sujet. Il sera réédité 7 fois. C'est la « plus compacte et la plus informative introduction à l'Histoire de la République de Weimar » d'après Wolfram Pyta.
Sa thèse sur les conseils ouvriers dans la politique intérieure allemande apporte les preuves que les conseils ouvriers et les conseils de soldats n'avaient en aucun cas l'intention de mettre en place une réforme parlementaire lors de la révolution de novembre 1918. Cela pose la question de ce savoir le potentiel à créer un gouvernement établi qu'avait cette révolution. On peut également s'interroger sur les chances réelles qu'avait la nouvelle démocratie de s'ancrer profondément dans la société de l'époque. Ces questions ont fait que la compréhension des impulsions décisives qui ont permis l'établissement de la République de Weimar étaient au centre des préoccupations dans le domaine de la recherche historique dans les années 1960 et 1970.
Kolb porte également une attention toute particulière à l'histoire de la période qui vit la fin de la république. Il développe ainsi dans de nombreux écrits le fait que, dans la période troublée qui accompagne la fin de la république, l'émergence politique d'Hitler et sa route vers la chancellerie n'étaient pas inéluctables. Il y avait selon lui des alternatives crédibles disponibles qui avaient été considérées, comme la formation d'un gouvernement provisoire couvert par l'armée.

### Mémorials
Il est membre depuis 1998 de la société scientifique de la fondation Otto von Bismarck. Il y est actif et participe notamment à la rédaction de Neuen Friedrichsruher Ausgabe (Edition von Dokumenten Otto von Bismarcks, seiner Söhne und Mitarbeiter).
De 1990 à 2001, il est également membre de la direction de la fondation Reichspräsident-Friedrich-Ebert-Gedenkstätte. En plus de son engagement pour la défense du camp de concentration de Bergen-Belsen, Eberhard Kolb apporte son expertise sur le sujet dans la défense du camp de Buchenwald dans l'association Nationale Mahn- und Gedenkstätte Buchenwald et de celui de Neuengamme.

## Œuvre

### Auteur
- (de) Die Arbeiterräte in der deutschen Innenpolitik. 1918 – 1919, Francfort sur le Main, Berlin et Vienne, Ullstein Verlag, 1978, en tant que thèse à l'université de Göttingen en 1959.
- (de) Bergen-Belsen, Gœttingue, Vandenhoeck und Ruprecht, 2002
- (de) Die Weimarer Republik, Munich, Oldenbourg, 2009, 343 p. (ISBN 978-3-486-58870-5)
- (de) Gustav Stresemann, Munich, C.H. Beck, 2003, 128 p. (ISBN 3-406-48015-2, lire en ligne)
- (de) Der Frieden von Versailles, Munich, C.H. Beck, 2005, 120 p. (ISBN 3-406-50875-8, lire en ligne)
- (de) Bismarck, Munich, C.H. Beck, 2009, 144 p. (ISBN 978-3-406-56276-1 et 3-406-56276-0, lire en ligne)
- (de) Bergen-Belsen : Geschichte des "Aufenthaltslagers" 1943-1945, Münster, 2011, 349 p. (ISBN 978-3-643-11067-1, lire en ligne)

### Éditeur
- (de) Friedrich Ebert als Reichspräsident. Amtsführung und Amstverständnis, Munich, Oldenbourg, 1997
- (de) Eberhard Kolb et Walter Mühlhausen, Demokratie in der Krise. Parteien im Verfassungssystem der Weimarer Republik, Munich, Oldenbourg, 1997
- (de) Eberhard Kolb et Ludwig Richter, Nationalliberalismus in der Weimarer Republik : die Führungsgremien der Deutschen Volkspartei 1918 - 1933, Dusseldorf, Droste, 1999

## Sources
- (de) Wolfram Pyta et Ludwig Richter, Gestaltungskraft des Politischen. Festschrift für Eberhard Kolb, Berlin, Duncker & Humblot, 1998, 532 p. (ISBN 3-428-08761-5)
- (de) 3-428-08761-5 Blasius, « Zum 70. Geburtstag des Kölner Historikers Eberhard Kolb », FAZ,‎ 8 août 2003